# Cristoforo Dall'Acqua

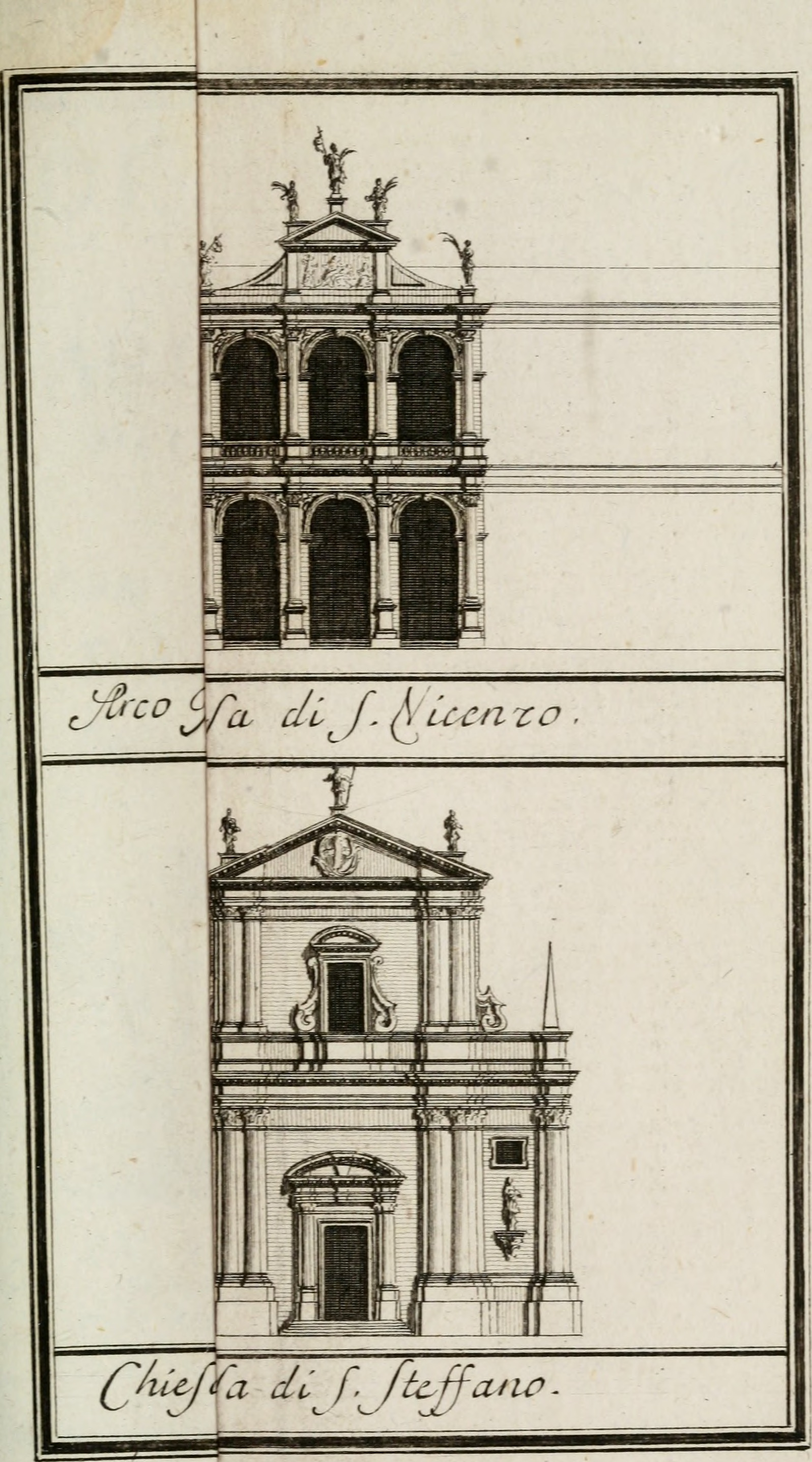
Tavola tratta da Descrizione delle architetture, pitture e scolture di Vicenza, con alcune osservazioni, 1779

Cristoforo Dall'Acqua (Vicenza, 1º aprile 1734 – Vicenza, 10 novembre 1787) è stato un incisore e disegnatore italiano.

## Biografia

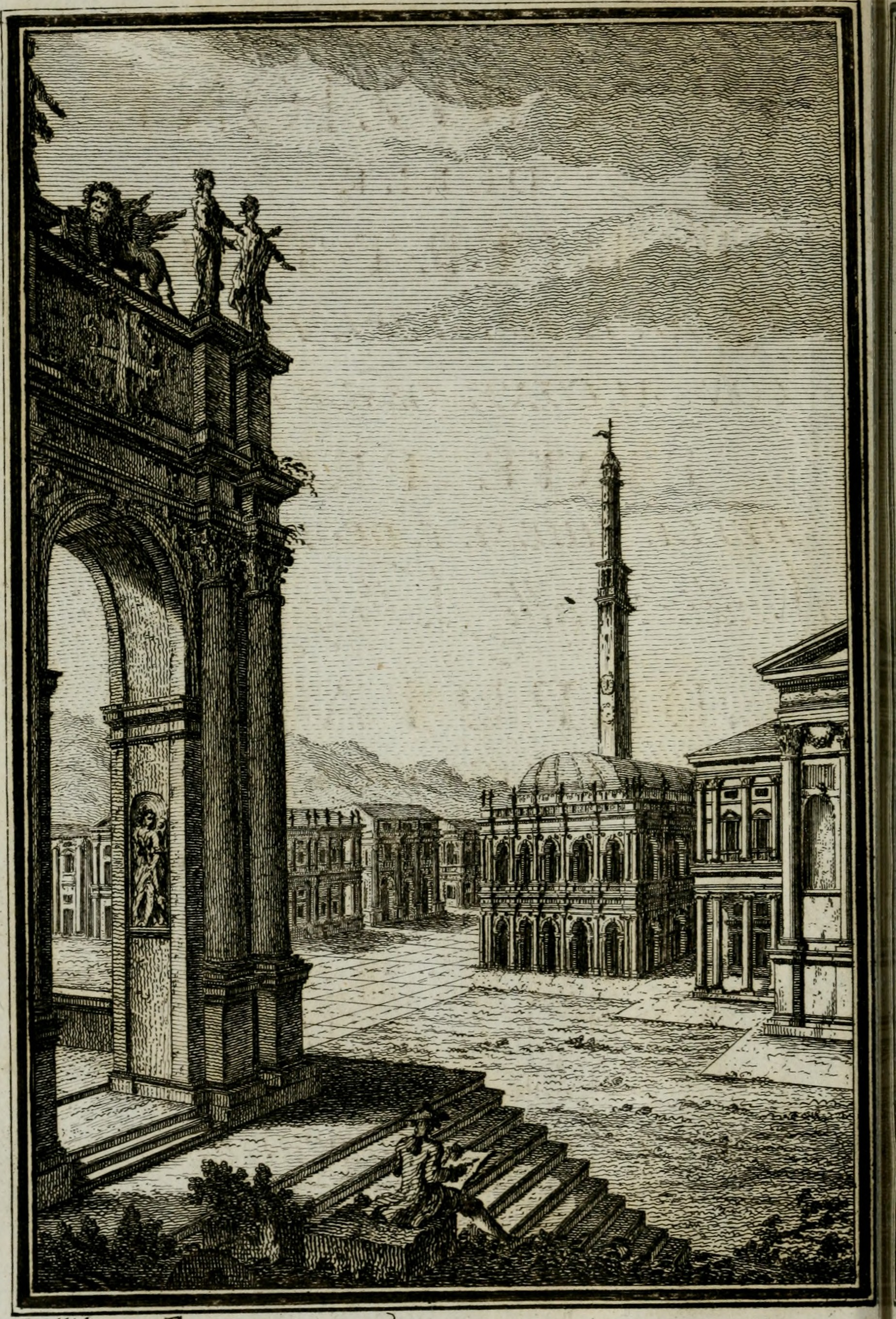
Tavola tratta da Descrizione delle architetture, pitture e scolture di Vicenza, con alcune osservazioni, 1779

Figlio di Valentino e di Aurelia Zorzè, apparteneva ad una famiglia di nobile origine, ma di scarsa fortune.
Lavorò a Bassano del Grappa come intagliatore, nella stamperia dei Remondini. Intorno al 1764 si trasferì a Venezia, dove operò nella calcografia di Joseph Wagner (Thalendorf 1706–Venezia 1786), allora frequentata da acquafortisti veneti illustri, come Giambattista Brustolon, Giovanni Volpato, Antonio Baratti, Bernardo Zilotti e Giovanni Battista Piranesi. Qui apprese la nuova tecnica francese dell'incisione su rame, per mezzo dell'acquaforte e con rifiniture a bulino. Lavorò in collaborazione con Fabio Berardi. Illustrò edizioni di Antonio Zatta, che fu anche un editore di Carlo Goldoni.
Sposò Barbara Bonello, da cui ebbe molti figli, tra cui Giuseppe che divenne incisore. Dopo la sua prematura morte continuarono ad uscire libri con suoi decori e con sue illustrazioni.
È sepolto a Vicenza, nella Chiesa di Santa Croce in San Giacomo Maggiore.

## Opere
Con la tecnica dell'incisione, Cristoforo Dall'Acqua ha illustrato libri, riprodotto opere dipinte ad olio, eseguito ritratti e paesaggi, realizzato santini e biglietti da visita e anche elementi decorativi per arricchire libri.
Ha tradotto in rami i disegni dell'architetto vicentino Ottavio Bertotti Scamozzi che corredano la Descrizione dell'arco trionfale e della illuminazione fatta nella pubblica piazza di Vicenza la notte 12 novembre 1758 per la gloriosissima esaltazione alla dignità cardinalizia di sua eminenza [...] Antonio Marino Priuli vescovo della medesima città, (Vicenza, Carlo Bressan e Francesco Mazzolini, 1758). Ha inciso disegni di monumenti vicentini, eseguiti da Bertotti Scamozzi per la guida Il forestiere istruito delle cose più rare di architettura, e di alcune pitture della città di Vicenza dialogo di Ottavio Bertotti Scamozzi dedicato al nob. sig. marchese Mario Capra (Vicenza, G. B. Vendramini Mosca, 1761). Per l'architetto Bertotti Scamozzi ha inciso anche le illustrazioni per Le fabbriche e i disegni di Andrea Palladio, ma si è limitato ad illustrarne parte del primo volume (Vicenza, presso F. Modena, 1776).
Ha eseguito le illustrazioni per la nuova guida vicentina: la Descrizione delle architetture, pitture e sculture di Vicenza, con alcune osseruazioni (Vicenza, Pier Francesco Vendramini Mosca, 1779). Ha inciso tavole per La Verona illustrata ridotta in compendio principalmente per uso de' forestieri con varie aggiunte. Premessa in ristretto la vita del marchese Scipione Maffei (Verona, nella stamperia Moroni, 1771).
Ha lavorato in collaborazione con il pittore vicentino Giacomo Ciesa, di cui ha riprodotto i disegni per le Poesie italiane sopra l'ultima guerra consacrate alla s.r.m. di Federico il grande re di Prussia [...] da Giulio Ferrari patrizio vicentino (Vicenza, 1766).
In rame ha inciso altri disegni di Ciesa, per un altro libro di poesie di Giulio Ferrari Prosa e rime del baron de' Ferrari di Vicenza ciambellano di sua maestà Federico il grande re di Prussia (Vicenza, Stamperia Turra, 1780).
L'editore Zatta lo incaricò di illustrare parte delle Opere di Pietro Metastasio (Venezia 1781-1784 e 1782-84). Per Zatta, Cristoforo Dall'Acqua  ha anche collaborato alla decorazione della Commedia dantesca (1784), per la serie Parnaso italiano, delle Opere teatrali del sig. avvocato Carlo Goldoni veneziano: con rami allusivi (1788-1795), delle Memorie (1788) di Carlo Goldoni, dellOrlando furioso di Lodovico Ariosto e dei Drammi giocosi per musica di Goldoni (1795).
Ha inciso i ritratti del cardinale Antonio Marino Priuli su disegno di Ludovico Buffetti (1758), dell'architetto Antonio Diedo su disegno di Pietro Longhi e quello di Bernardo Tasso, padre di Torquato. Lo Stabat mater / messo in musica da Massimiliano Giuseppe elettore di Baviera e dedicato alla Nobile Accademia Filarmonica di Verona, corredato da sue incisioni, uscì nel 1766 circa.
Quattro sue stampe raffigurano gli elementi - Terra, Aria, Acqua, Fuoco - e sono tratte da dipinti di Louis Boullogne II. Ha riprodotto anche i dipinti di Pietro da Cortona Romolo e Remo sulla riva del Tevere e Cesare che ripudia Pompea. Per il tipografo Wagner, nel 1779, ha inciso il Cerretano da Giandomenico Tiepolo.
La serie delle sue Vedute vicentine furono da lui stesso disegnate.

### Riproduzioni moderne
- (EN, IT) Vicenza nel Settecento: undici incisioni della seconda metà del secolo diciottesimo: vedute / Cristoforo Dall'Acqua, Vicenza, G. Padovan, 1990, SBN VIA0125234.